# Jean de Size
Jean de Size, né Jean Casquard le 26 avril 1890 à Paris et mort le 20 juillet 1971 à Boulogne-Billancourt, est un acteur, producteur et réalisateur français, actif des années 1910 aux années 1940. 

## Biographie
Fils d'Ernest Casquard et d'Anne Marie Marguerite Sirot, Jean Ferdinand Nicolas Casquard naît à Paris en 1890. En 1916, son père, banquier, meurt dans leur appartement du 139, rue du Ranelagh. Jean Casquard, qui prend peu de temps après le pseudonyme de Jean de Size pour débuter sur scène, continue d'y vivre avec sa mère,,.
En 1937, alors « cinématographiste », il épouse Eugénie Petitjean, couturière.
Il meurt en 1971 à Boulogne-Billancourt.

## Carrière au théâtre
- 1917 : La Revue de Rip, revue de Rip, au cabaret de la Pie qui chante (juillet) : le compère
- 1918 : La Revue des Bouffes, revue en 2 actes et 1 prologue de Dominique Bonnaud, Battaille-Henri et Léon Michel, musique d'André Colomb, au théâtre des Bouffes-Parisiens (27 septembre) : le chef de Gare / Rintintin / Lugné-Poë / Monge
- 1918 : On r'moud ça !, revue en 3 actes et 4 tableaux de Lucien Boyer et Albert Willemetz, au Moulin de la Chanson (décembre)
- 1921 : La Passante, pièce en 3 actes d'Henry Kistemaeckers, au théâtre de Paris (septembre)
- 1923 : Ta bouche, comédie musicale d'Yves Mirande et Albert Willemetz, musique de Maurice Yvain, au théâtre de l'Eldorado (juillet)

## Carrière au cinéma

### Comme assistant-réalisateur
- 1923 : Frou-frou, de Guy du Fresnay
- 1924 : Le Roi du cirque, d'Édouard-Émile Violet et Max Linder
- 1927 : Celle qui domine, de Carmine Gallone et Léon Mathot
- 1928 : Moulin Rouge, d'Ewald André Dupont
- 1929 : Le Capitaine Jaune, d'Anders Wilhelm Sandberg

### Comme réalisateur
- 1928 : Une java, scénario de Noël Renard, supervision d'Henry Roussel[7]
- 1931 : 77, rue Chalgrin, version française de 77 Park Lane, film d'Albert de Courville
- 1932 : Une jeune fille nature (premier film parlant du réalisateur)
- 1933 : La musique adoucit les mœurs
- 1933 : La Forge, scénario d'André Baugé[8]
- 1934 : La peinture adoucit les mœurs, moyen-métrage, scénario de Jean-Louis Bouquet

### Comme directeur de production
- 1926 : La Chaussée des géants, de Robert Boudrioz et Jean Durand
- 1945 : Mission spéciale, de Maurice de Canonge
- 1945 : Dernier Métro, de Maurice de Canonge
- 1947 : Brigade criminelle, de Gilbert Gil